# Péndulo

Péndulo simple en movimiento armónico con oscilaciones pequeñas.

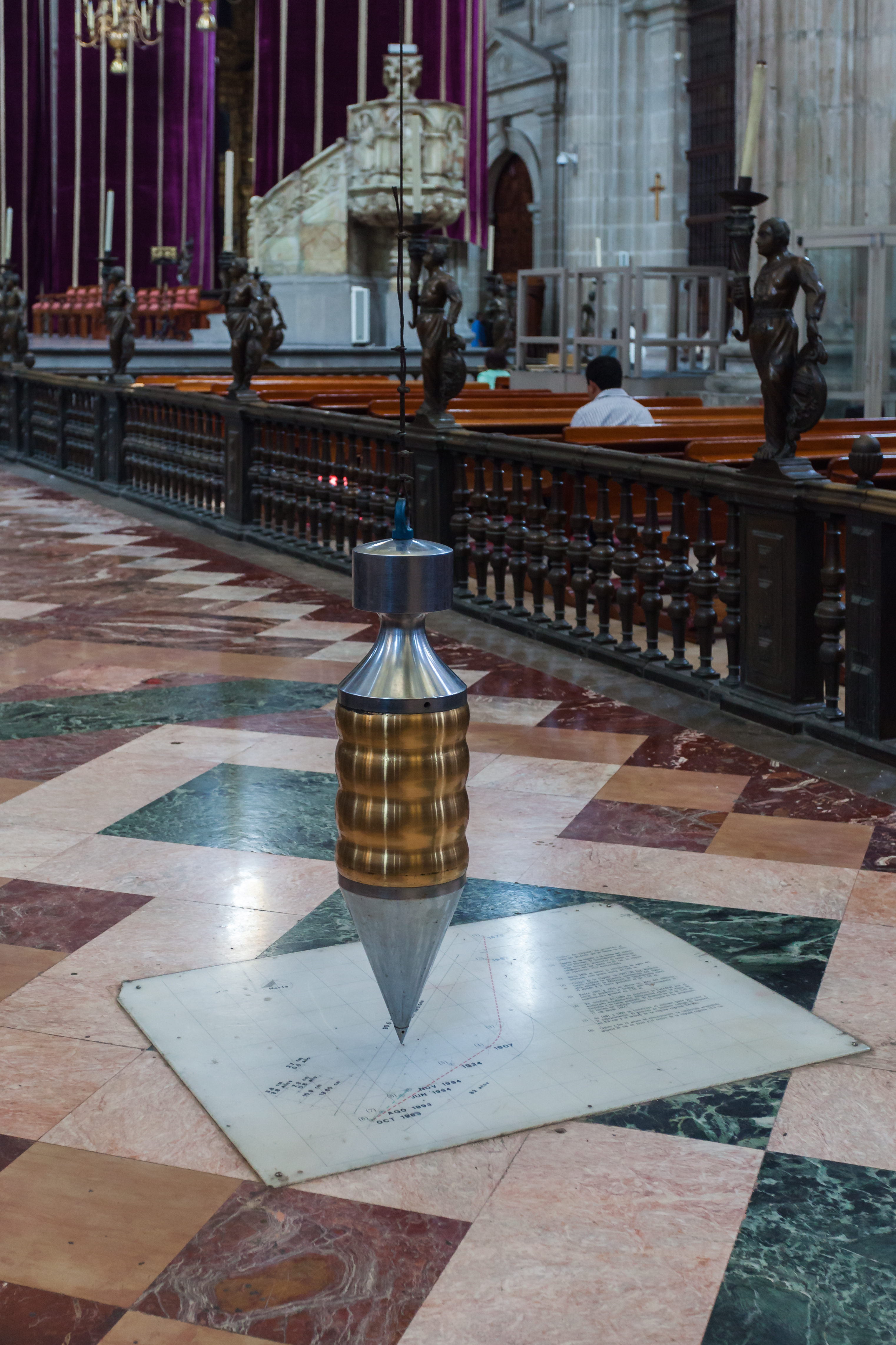
Péndulo en la Catedral Metropolitana, Ciudad de México.

El péndulo (del latín pendŭlus, pendiente) es un sistema físico que puede oscilar bajo la acción gravitatoria u otra característica física (elasticidad, por ejemplo) y que está configurado por una masa suspendida de un punto o de un eje horizontal fijos mediante un hilo, una varilla, u otro dispositivo que pueda mantener fijo el sistema.
Existen muy variados tipos de péndulos que, atendiendo a su configuración y usos, reciben los nombres apropiados: péndulo simple, péndulo compuesto, péndulo cicloidal, péndulo doble, péndulo de Foucault, péndulo balístico, péndulo de torsión, péndulo esférico, entre otros.
Sus usos son muy variados: medida del tiempo (reloj de péndulo, metrónomo, ...), medida de la intensidad de la gravedad, etc.

## Historia

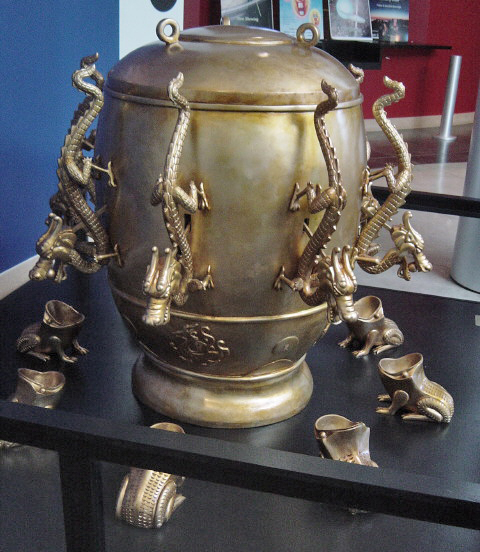
Réplica del sismómetro de Zhang Heng. El péndulo está contenido en su interior.

Uno de los primeros usos conocidos de un péndulo fue un dispositivo de sismómetro del siglo I de la dinastía Han científico chino Zhang Heng. Su función era balancearse y activar una de una serie de palancas tras ser perturbada por el temblor de un terremoto lejano. Liberada por una palanca, una pequeña bola caía del dispositivo en forma de urna en una de las ocho bocas de sapo de metal que había debajo, en los ocho puntos de la brújula, significando la dirección en la que se encontraba el terremoto.
Muchas fuentes afirman que el astrónomo egipcio del siglo X Ibn Yunus utilizaba un péndulo para medir el tiempo, pero se trata de un error originado en 1684 por el historiador británico Edward Bernard.
Durante el Renacimiento, se utilizaban grandes péndulos bombeados a mano como fuentes de energía para máquinas manuales de movimiento alternativo, como sierras, fuelles y bombas. Leonardo da Vinci hizo muchos dibujos del movimiento de los péndulos, aunque sin darse cuenta de su valor para la medición del tiempo.

### 1602: Investigaciones de Galileo
El científico italiano Galileo Galilei fue el primero en estudiar las propiedades de los péndulos, comenzando alrededor de 1602. 
El primer informe que se conserva de sus investigaciones está contenido en una carta a Guido Ubaldo dal Monte, desde Padua, fechada el 29 de noviembre de 1602. Su biógrafo y estudiante, Vincenzo Viviani, indica que su interés se había despertado hacia 1582 por el movimiento oscilatorio de un candelabro suspendido en la catedral de Pisa. Galileo descubrió que la propiedad importante que hace al péndulo una herramienta útil para medir el tiempo, denominada isocronismo; el período del péndulo es aproximadamente independiente de la amplitud o el desplazamiento del balanceo. También descubrió que el período es independiente de la masa de la lenteja y proporcional a la raíz cuadrada de la longitud del péndulo. Primero empleó péndulos de libre oscilación en aplicaciones simples de cronometraje. Su amigo médico, Santorio Santorii, inventó un dispositivo que medía el pulso de un paciente valiéndose de la longitud de un péndulo; el pulsilogium. En 1641 Galileo le dictó a su hijo Vincenzo el diseño de un reloj de péndulo; Vincenzo comenzó su construcción, pero no la había terminado al fallecer en 1649 (véase escape de Galileo).

### 1656: El reloj de péndulo
En 1656 el científico neerlandés Christiaan Huygens construyó el primer reloj de péndulo. Esto supuso una gran mejora respecto a los relojes mecánicos existentes; su mayor precisión pasó de unos 15 minutos de desviación al día a unos 15 segundos al día. Los péndulos se extendieron por Europa a medida que los relojes existentes eran adaptados con ellos.
El científico inglés Robert Hooke estudió el péndulo cónico hacia 1666, consistente en un péndulo que se balancea libremente en dos dimensiones, con la bobina girando en un círculo o elipse. Utilizó los movimientos de este aparato como modelo para analizar los movimientos orbitales de los planetas. Hooke sugirió a Isaac Newton en 1679 que los componentes del movimiento orbital consistían en un movimiento inercial a lo largo de una dirección tangente más un movimiento atractivo en la dirección radial, lo que pudo jugar un papel en la formulación de Newton de la ley de la gravitación universal.
 Robert Hooke también fue el responsable de sugerir ya en 1666 que el péndulo podía utilizarse para medir la fuerza de la gravedad.
Durante su expedición a Cayena, Guayana Francesa en 1671, Jean Richer descubrió que un reloj de péndulo era 2 1⁄2 minutos por día más lento en Cayena que en París. De ello dedujo que la fuerza de la gravedad era menor en Cayena.

## Péndulo simple o matemático

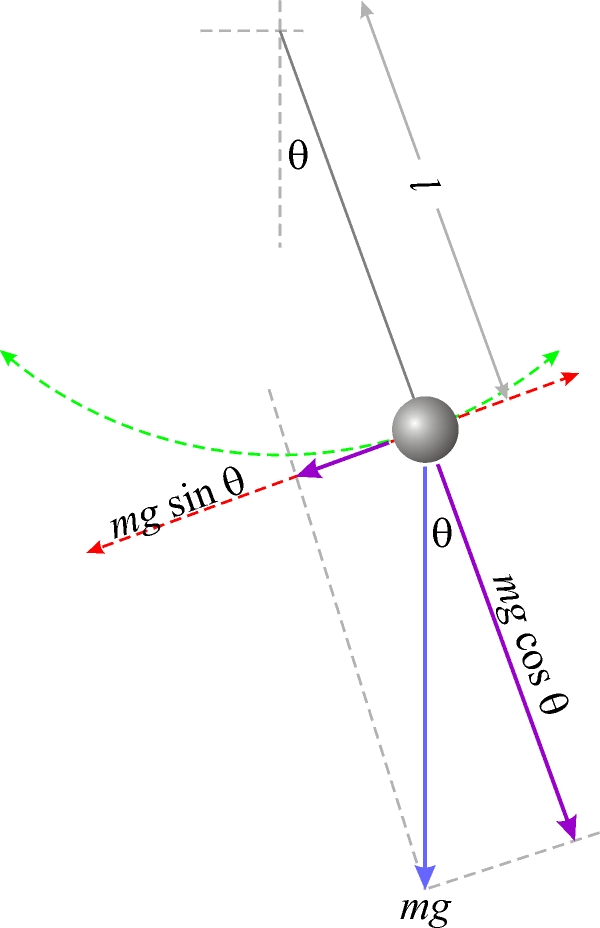
Componentes del peso de la masa pendular.

También llamado péndulo ideal, está constituido por un hilo inextensible de masa despreciable, sostenido por su extremo superior de un punto fijo, con una masa puntual sujeta en su extremo inferior que oscila libremente en un plano vertical fijo.
Al separar la masa pendular de su punto de equilibrio, oscila a ambos lados de dicha posición, desplazándose sobre una trayectoria circular con movimiento periódico.

### Ecuación del movimiento
Para escribir la ecuación del movimiento observaremos la figura adjunta, correspondiente a una posición genérica del péndulo. La flecha azul representa el peso de la masa pendular. Las flechas en color violeta representan las componentes del peso en las direcciones tangencial y normal a la trayectoria.
Aplicando la Segunda ley de Newton en la dirección del movimiento, tenemos

{\displaystyle F_{\text{t}}=-mg\operatorname {sen} \theta =ma_{\text{t}}\,}

donde el signo negativo tiene en cuenta que la {\displaystyle F_{\text{t}}} tiene dirección opuesta a la del desplazamiento angular positivo (hacia la derecha, en la figura). Considerando la relación existente entre la aceleración tangencial y la aceleración angular

{\displaystyle a_{\text{t}}=\ell {\ddot {\theta }}\ \,}

obtenemos finalmente la ecuación diferencial del movimiento plano del péndulo simple

{\displaystyle \ell {\ddot {\theta }}\ +g\operatorname {sen} \theta =0\,}

### Período de oscilación

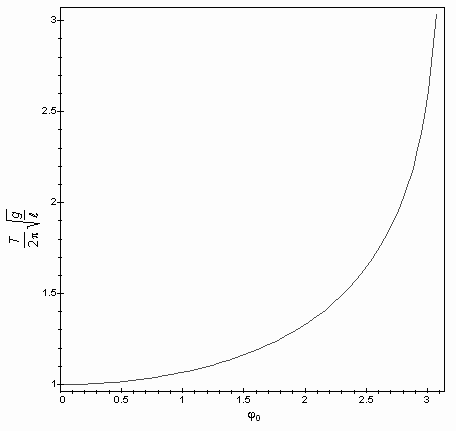
Factor de amplificación del período de un péndulo, para una amplitud angular cualquiera. Para ángulos pequeños el factor vale aproximadamente 1, pero tiende a infinito para ángulos cercanos a π (180°).

El astrónomo y físico italiano Galileo Galilei observó que el periodo de oscilación es independiente de la amplitud, al menos para pequeñas oscilaciones. En cambio, aquel depende de la longitud del hilo. El período de la oscilación de un péndulo simple restringido a oscilaciones de pequeña amplitud puede aproximarse por:

{\displaystyle T\approx 2\pi {\sqrt {\ell  \over g}}}

Para oscilaciones mayores la relación exacta para el período no es constante con la amplitud e involucra integrales elípticas de primera especie:
{\displaystyle T=4{\sqrt {\ell  \over g}}K\left(\operatorname {sen} {\frac {\varphi _{0}}{2}}\right)=4{\sqrt {\ell  \over g}}\int _{0}^{\frac {\pi }{2}}{\frac {d\theta }{\sqrt {1-\operatorname {sen} ^{2}{\frac {\varphi _{0}}{2}}\operatorname {sen} ^{2}\theta }}}}
Donde φ0 es la amplitud angular máxima. La ecuación anterior puede desarrollarse en serie de Taylor obteniéndose una expresión más útil:
{\displaystyle T=2\pi {\sqrt {\ell  \over g}}\left[1+\left({\frac {1}{2}}\right)^{2}\operatorname {sen} ^{2}{\frac {\varphi _{0}}{2}}+\left({\frac {1\cdot 3}{2\cdot 4}}\right)^{2}\operatorname {sen} ^{4}{\frac {\varphi _{0}}{2}}+\left({\frac {1\cdot 3\cdot 5}{2\cdot 4\cdot 6}}\right)^{2}\operatorname {sen} ^{6}{\frac {\varphi _{0}}{2}}+\dots \right]}

### Solución de la ecuación de movimiento

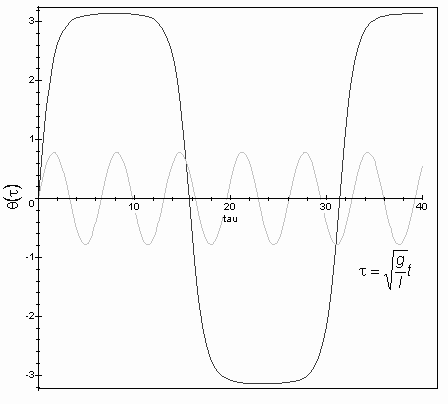
Para pequeñas oscilaciones la amplitud es casi senoidal, para amplitudes más grandes la oscilación ya no es senoidal. La figura muestra un movimiento de gran amplitud (negro), junto a un movimiento de pequeña amplitud (gris).

Para amplitudes pequeñas, la oscilación puede aproximarse como combinación lineal de funciones trigonométricas. Para amplitudes grandes puede probarse el ángulo puede expresarse como combinación lineal de funciones elípticas de Jacobi. Para ver esto basta tener en cuenta que la energía constituye una integral de movimiento y usar el método de la cuadratura para integrar la ecuación de movimiento:

{\displaystyle t={\sqrt {\frac {m}{2}}}\int _{0}^{\phi (t)}{\frac {ld\theta }{\sqrt {E-U(\theta )}}}=}
{\displaystyle ={\sqrt {\frac {l}{2g}}}\int _{0}^{\phi (t)}{\frac {d\theta }{\sqrt {\cos \theta -\cos \phi _{0}}}}={\sqrt {\frac {l}{4g}}}\int _{0}^{\phi (t)}{\frac {d\theta }{\sqrt {\operatorname {sen} ^{2}{\frac {\phi _{0}}{2}}-\operatorname {sen} ^{2}{\frac {\theta }{2}}}}}}

Donde, en la última expresión se ha usado la fórmula del ángulo doble y donde además:
{\displaystyle E=-mgl\cos \phi _{0}\;}, es la energía, que está relacionada con la máxima amplitud {\displaystyle \phi _{0}\;}.
{\displaystyle U(\phi )=-mgl\cos \phi \;}, es la energía potencial.
Realizando en variable {\displaystyle \operatorname {sen} \xi ={\frac {\operatorname {sen} {\frac {\theta }{2}}}{\operatorname {sen} {\frac {\phi _{0}}{2}}}}\;}, la solución de las ecuaciones del movimiento puede expresarse como:

{\displaystyle t={\sqrt {\frac {l}{g}}}\int _{0}^{\Phi }{\frac {d\xi }{\sqrt {1-\operatorname {sen} ^{2}{\frac {\phi _{0}}{2}}\operatorname {sen} ^{2}\xi }}}\Rightarrow \theta (t)=2\arcsin \left({\mbox{sn}}\ {\sqrt {\frac {g}{l}}}t\cdot \operatorname {sen} {\frac {\phi _{0}}{2}}\right)}

Donde:
{\displaystyle {\mbox{sn}}(t)\;}, es la función elíptica de Jacobi tipo seno.
{\displaystyle \operatorname {sen} \Phi ={\frac {\operatorname {sen} {\frac {\phi (t)}{2}}}{\operatorname {sen} {\frac {\phi _{0}}{2}}}}}
El lagrangiano del sistema es {\displaystyle {\mathcal {L}}=T-V={\frac {1}{2}}ml^{2}{\dot {\theta }}^{2}+mgl\cos {\theta }}, donde {\displaystyle \theta } es el ángulo que forma la cuerda del péndulo a lo largo de sus oscilaciones (es la variable), y {\displaystyle l} es la longitud de la cuerda (es la ligadura).
Si se aplican las ecuaciones de Lagrange se llega a la ecuación final del movimiento: {\displaystyle l^{2}{\ddot {\theta }}+gl\operatorname {sen} {\theta }=0}. Es decir, la masa no influye en el movimiento de un péndulo.

## Péndulo esférico

Péndulo de Foucault en el hemisferio sur.

Un péndulo esférico es un sistema con dos grados de libertad. El movimiento está confinado a la una porción de superficie esférica (de radio l) comprendida entre dos paralelos. Existen dos integrales de movimiento, la energía E y la componente del momento angular paralela al eje vertical Mz. La función lagrangiana viene dada por:

{\displaystyle L={\frac {1}{2}}ml^{2}({\dot {\theta }}^{2}+{\dot {\phi }}^{2}\operatorname {sen} ^{2}\theta )+mgl\cos \theta }

Donde {\displaystyle \phi } es el ángulo polar y {\displaystyle \theta } es el ángulo que forma el hilo o barra del péndulo con la vertical. Las ecuaciones de movimiento, obtenidas introduciendo el lagrangiano anterior en las ecuaciones de Euler-Lagrange son:

{\displaystyle {\begin{matrix}{\cfrac {d}{dt}}{\cfrac {\partial L}{\partial {\dot {\theta }}}}-{\cfrac {\partial L}{\partial \theta }}=0&\Rightarrow &l{\ddot {\theta }}-l{\dot {\phi }}^{2}\operatorname {sen} \theta \cos \theta +g\operatorname {sen} \theta =0\\\\{\cfrac {d}{dt}}{\cfrac {\partial L}{\partial {\dot {\phi }}}}-{\cfrac {\partial L}{\partial \phi }}=0&\Rightarrow &{\cfrac {d}{dt}}(ml^{2}{\dot {\phi }}\operatorname {sen} ^{2}\theta )=0\end{matrix}}}

La segunda ecuación expresa la constancia de la componente Z del momento angular y por tanto lleva a la relación entre la velocidad de giro polar y el momento angular y por tanto a reescribir la lagrangiana como:

{\displaystyle {\dot {\phi }}={\frac {M_{z}}{ml^{2}\operatorname {sen} ^{2}\theta }}\Rightarrow \qquad L=K({\dot {\theta }})+U_{ef}(\theta )={\frac {1}{2}}ml^{2}{\dot {\theta }}^{2}+{\frac {M_{z}^{2}}{2ml^{2}\operatorname {sen} ^{2}\theta }}-mgl\cos \theta }

Y el problema queda reducido a un problema unidimensional.

### Período
El movimiento de un péndulo esférico en general no resulta periódico, ya que es la combinación de dos movimientos periódicos de períodos generalmente inconmensurables. Sin embargo, el movimiento resulta cuasiperiódico, lo cual significa que fijado una posición y una velocidad previas del movimiento existe un tiempo T tal que el movimiento pasará a una distancia tan pequeña como se desee de esa posición con una velocidad tan parecida como se quiera, pero sin repetirse exactamente. Dada que la región de movimiento además resulta compacta, el conjunto de puntos la trayectoria de un péndulo esférico constituye un conjunto denso sobre una área esférica comprendida entre dos casquetes esféricos.

### Solución de la ecuación de movimiento
Las ecuaciones de movimiento pueden expresarse en términos de integrales elípticas de primera especie y tercera especie:

{\displaystyle t={\sqrt {\frac {ml^{2}}{2}}}\int {\frac {d\theta }{\sqrt {E-U_{ef}(\theta )}}}\qquad \phi ={\frac {M_{z}}{l{\sqrt {2m}}}}\int {\frac {d\theta }{\operatorname {sen} ^{2}\theta {\sqrt {E-U_{ef}(\theta )}}}}}